# Saison 1 de Justified
Chronologie
Saison 2 de Justified
Cet article présente la première saison de la série télévisée Justifié.

## Synopsis
Le marshall Raylan Givens (en) est muté dans le comté de Harlan, Kentucky — d'où il est originaire — après avoir tué un homme de sang froid à Miami. Là, il est confronté à la famille Crowder, dont le patriarche, Bo, tente de prendre le contrôle sur le trafic d'OxyContin et de marijuana dans le comté tandis que son fils Boyd se cherche, en dehors des affaires de sa famille.

## Distribution

### Acteurs principaux
- Timothy Olyphant (VF : Jean-Pierre Michaël) : Raylan Givens (en) (13 épisodes)
- Nick Searcy (VF : Alain Choquet) : Marshal Responsable-Ajoint Art Mullen (12 épisodes)
- Joelle Carter (VF : Virginie Kartner) : Ava Crowder (11 épisodes)
- Jacob Pitts (VF : Olivier Chauvel) : Marshal-Adjoint Tim Gutterson (8 épisodes)
- Erica Tazel (VF : Anaïs Navarro) : Rachel Brooks (8 épisodes)
- Natalie Zea (VF : Amandine Pommier) : Winona Hawkins (10 épisodes)

### Acteurs récurrents
- Walton Goggins (VF : Mathias Kozlowski) : Boyd Crowder (9 épisodes)
- David Meunier (VF: Patrick Bethune) : Johnny Crowder (6 épisodes)
- M. C. Gainey : Bo Crowder (5 épisodes)
- William Ragsdale (VF : Pascal Germain) : Gary Hawkins (5 épisodes)
- Raymond J. Barry (VF : Pierre Dourlens) : Arlo Givens (4 épisodes)
- Linda Gehringer (VF : Martine Meirhaeghe) : Helen Givens (4 épisodes)
- Rick Gomez : Assistant U.S. Attorney David Vasquez (4 épisodes)
- Damon Herriman (VF : Vincent Barazzoni) : Dewey Crowe (3 épisodes)
- Brent Sexton : Sheriff Hunter Mosley (3 épisodes)
- Jere Burns (VF : Nicolas Marié) : Wynn Duffy (2 épisodes)
- Steven Flynn : Emmitt Arnett (1 épisode)
- Kevin Rankin : Derek "Devil" Lennox (1 épisode)
- Stephen Root : Juge Mike Reardon (1 épisode)

Source V. F.: Doublage Séries Database

## Liste des épisodes
1. Un homme en colère
2. Braqueurs amateurs
3. Western
4. Dent pour dent
5. Épitaphe
6. De haine et de poussière
7. Permis de tuer
8. Plus rien à perdre
9. Stetson Blues
10. Mike la massue
11. Les vieux de la vieille
12. Père et fils
13. Le verdict de plomb

### Épisode 1:Un homme en colère
- États-Unis : 16 mars 2010 sur FX
- France :
  - 16 janvier 2011 sur Orange ciné choc
  - 5 février 2012 sur Série Club
  - 4 juillet 2012 sur M6
- Québec : 18 janvier 2013 sur AddikTV

- États-Unis : 4,16 millions de téléspectateurs[2] (première diffusion)

- John Eddins : Avocat
- John Ciccolini : assistant-procureur des États-Unis de Miami
- Damon Herriman : Dewey Crowe
- Matt Craven : Chief Deputy U.S. Marshal Dan Grant
- Peter Greene : Thomas Buckley
- Doug E. Doug : Israel Fandi
- Kevin Rankin : Devil
- Ryan O'Nan : Jared Hale
- Joel Garland : Pork #2
- Daniel Stewart Sherman : Pork #1

### Épisode 2:Braqueurs amateurs
- États-Unis : 23 mars 2010 sur FX
- France :
  - 16 janvier 2011 sur Orange ciné choc
  - 5 février 2012 sur Série Club
  - 4 juillet 2012 sur M6
- Québec : 25 janvier 2013 sur AddikTV

- États-Unis : 3,57 millions de téléspectateurs (première diffusion)

- Kristin Bauer : Shirley Kelso
- Chris Ellis : Douglas Cooper
- Damon Herriman : Dewey Crowe
- Johnny Sneed : Dupree
- Myk Watford : Price
- Bill Glass : Mr. Lawlor
- Colleen McGrann : Mrs. Lawlor
- Jeremy Denzlinger : Henry
- Duain Richmond Martyn : Guard on Walkie
- April Hall : Party Planner
- Cheryl McWilliams : Hôtesse
- Jeorge Watson : Detention Deputy

### Épisode 3:Western
- États-Unis : 30 mars 2010 sur FX
- France :
  - 23 janvier 2011 sur Orange ciné choc
  - 5 février 2012 sur Série Club
  - 11 juillet 2012 sur M6
- Québec : 1er février 2013 sur AddikTV

- États-Unis : 2,31 millions de téléspectateurs (première diffusion)

- David Eigenberg : Arnold Pinter
- Greg Cromer : Travis Travers
- Page Kennedy : Curtis Mims
- Erin Cardillo : Samantha
- Jessica Camacho : Sherese Mason
- Kiersten Lyons : Laurie Slade
- Todd Cattell : EMT
- Sam Ayers : Jimmy le barman

### Épisode 4:Dent pour dent
- États-Unis : 6 avril 2010 sur FX
- France :
  - 23 janvier 2011 sur Orange ciné choc
  - 5 février 2012 sur Série Club
  - 11 juillet 2012 sur M6
- Québec : 8 février 2013 sur AddikTV

- États-Unis : 2,1 millions de téléspectateurs (première diffusion)

- Alan Ruck : Roland Pike
- Michele Nordin : Mindy Springer
- Lance Barber : Frank
- Brian Goodman (en) : Joe
- Brandon Keener : Mr. Ferguson
- David Warshofsky : Jim Ferzinsky
- Clarence Williams III : Mr. Jones
- Carla Jimenez : Mrs. Pena
- Chalo González : Don Jaime

### Épisode 5:Épitaphe
- États-Unis : 13 avril 2010 sur FX
- France : 
  - 30 janvier 2011 sur Orange ciné choc
  - 5 février 2012 sur Série Club
  - 18 juillet 2012 sur M6
- Québec : 15 février 2013 sur AddikTV

- États-Unis : 2,41 millions de téléspectateurs (première diffusion)

- Rick Gomez : Assistant U.S. Attorney David Vasquez
- Eddie Jemison : Stan Perkins
- Brent Sexton : Sheriff Hunter Mosley
- Karina Logue : Sonya Toomey
- David Meunier : Johnny Crowder
- Raymond J. Barry : Arlo Givens
- Frank Pacheco : Ted Bentley
- Daniel Betances : Mick Bentley

### Épisode 6:De haine et de poussière
- États-Unis : 20 avril 2010 sur FX
- France :
  - 30 janvier 2011 sur Orange ciné choc
  - 5 février 2012 sur Série Club
  - 18 juillet 2012 sur M6
- Québec : 22 février 2013 sur AddikTV

- États-Unis : 2,06 millions de téléspectateurs (première diffusion)

- Katherine LaNasa : Caryn Carnes
- Brett Cullen : Greg Davis
- Rick Gomez : Assistant U.S. Attorney David Vasquez
- Tony Hale : David Mortimer
- Peter Jason : Owen Carnes
- Robert Picardo : Karl Hanselman
- William Ragsdale : Gary Hawkins
- Stefan Marks : FBI SAC

### Épisode 7:Permis de tuer
- États-Unis : 27 avril 2010 sur FX
- France :
  - 6 février 2011 sur Orange ciné choc
  - 12 février 2012 sur Série Club
  - 26 juillet 2012 sur M6
- Québec : 1er mars 2013 sur AddikTV

- États-Unis : 2,26 millions de téléspectateurs (première diffusion)

- M. C. Gainey : Bo Crowder
- Linda Gehringer : Helen Givens
- James Immekus : Red
- Ray McKinnon : Mr. Duke
- David Meunier : Johnny Crowder
- Brent Sexton : Sheriff Hunter Mosley
- Blake Adams : Wood
- Jack N. Harding : Jeb

### Épisode 8:Plus rien à perdre
- États-Unis : 4 mai 2010 sur FX
- France :
  - 6 février 2011 sur Orange ciné choc
  - 12 février 2012 sur Série Club
  - 26 juillet 2012 sur M6
- Québec : 8 mars 2013 sur AddikTV

- États-Unis : 2,46 millions de téléspectateurs (première diffusion)

- Rick Gomez : Assistant U.S. Attorney David Vasquez
- William Earl Brown : Cal Wallace
- Fredric Lehne : commandant SWAT
- William Ragsdale : Gary Hawkins
- David Haley : Guard #1
- Chris Stacy : Porter

### Épisode 9:Stetson Blues
- États-Unis : 11 mai 2010 sur FX
- France :
  - 13 février 2011 sur Orange ciné choc
  - 12 février 2012 sur Série Club
  - 26 juillet 2012 sur M6
- Québec : 15 mars 2013 sur AddikTV

- États-Unis : 2,09 millions de téléspectateurs (première diffusion)

- Malik Yoba : Toby Griffin
- Jere Burns : Wynn Duffy
- David Eigenberg : Arnold Pinter
- Steven Flynn : Emmitt Arnett
- Tom Kiesche : Drunk #1
- William Ragsdale : Gary Hawkins
- Travis Wester : Billy Mac
- Kimberly Arland : Amanda Griffin
- Joe Unger : Bartender

### Épisode 10:Mike la massue
- États-Unis : 18 mai 2010 sur FX
- France : 
  - 13 février 2011 sur Orange ciné choc
  - 19 février 2012 sur Série Club
  - 2 août 2012 sur M6
- Québec : 22 mars 2013 sur AddikTV

- États-Unis : 2,08 millions de téléspectateurs (première diffusion)

- Stephen Root  : Le juge Mike Reardon
- Doug E. Doug  : Israel Fandi
- Jenni Blong  :  Molly Tucker
- Sean Bridgers : Virgil Corum
- Brad Carter  : Bobby Joe Packer
- Darin Heames  : Mickey
- David Meunier : Johnny Crowder
- John Ainsworth: EMT

### Épisode 11:Les vieux de la vieille
- États-Unis : 25 mai 2010 sur FX
- France :
  - 20 février 2011 sur Orange ciné choc
  - 19 février 2012 sur Série Club
  - 9 août 2012 sur M6
- Québec : 29 mars 2013 sur AddikTV

- États-Unis : 1,81 million de téléspectateurs (première diffusion)

- Raymond J. Barry : Arlo Givens
- M. C. Gainey : Bo Crowder
- Linda Gehringer : Helen Givens
- Jim Haynie : Lemuel Briggs
- Damon Herriman : Dewey Crowe
- Brent Sexton : Sheriff Hunter Mosley
- Kevin E. West : Frank Choate
- Brad Carter : Bobby Joe Packer
- David Meunier : Johnny Crowder
- Ray Porter      :

### Épisode 12:Père et fils
- États-Unis : 1er juin 2010 sur FX
- France :
  - 20 février 2011 sur Orange ciné choc
  - 19 février 2012 sur Série Club
  - 9 août 2012 sur M6
- Québec : 5 avril 2013 sur AddikTV

- États-Unis : 2,13 millions de téléspectateurs (première diffusion)

- Raymond J. Barry : Arlo Givens
- Alexandra Barreto : Pilar
- Jordi Caballero : Gio Reyes
- Mo Gaffney : Sheriff
- M. C. Gainey : Bo Crowder
- Linda Gehringer : Helen Givens
- Rick Gomez : Assistant U.S. Attorney David Vasquez
- William Ragsdale : Gary Hawkins
- David Meunier : Johnny Crowder
- Ray Porter :
- Omar Avila:
- Joshua Bitton:
- Pat Skipper:

### Épisode 13:Le verdict de plomb
- États-Unis : 8 juin 2010 sur FX
- France :
  - 22 février 2011 sur Orange ciné choc
  - 26 février 2012 sur Série Club
  - 9 août 2012 sur M6
- Québec : 12 avril 2013 sur AddikTV

- États-Unis : 2,03 millions de téléspectateurs (première diffusion)

- Raymond J. Barry : Arlo Givens
- Alexandra Barreto : Pilar
- M. C. Gainey : Bo Crowder
- Omar Avila : Ernesto
- David Meunier : Johnny Crowder
- Ray Porter : Hestler
- Walton Goggins : Boyd Crowder
- John Lee Ames : disciple #1
- Mark Elias :disciple #2
- Charlie Paulson: Heckle